# Zigira quadrata
Zigira quadrata är en fjärilsart som beskrevs av Walker 1865. Zigira quadrata ingår i släktet Zigira och familjen björnspinnare. Inga underarter finns listade i Catalogue of Life.